# Djuptjärnen (Kalls socken, Jämtland, 706892-134710)
Djuptjärnen är en sjö i Åre kommun i Jämtland och ingår i Indalsälvens huvudavrinningsområde.